# 布里特·埃尔兰
布里特·埃尔兰（荷蘭語：Britt Eerland，1994年2月22日—），荷兰女子乒乓球运动员。她曾代表荷兰参加2016年和2020年夏季奥林匹克运动会乒乓球比赛，其中2016年奥运会仅参加团体比赛，2020年奥运会则仅参加单打比赛。